# 노세타니 간료
노세타니 간료(일본어: 野世渓 閑了, 1897년 ~ ?)는 일본의 조선총독부 관료이다. 시가현 출신이다.

## 생애
1922년 3월, 도쿄 제국대학 법학부를 졸업하고 같은 해 11월 고등시험 행정과에 합격하여, 1923년 조선으로 건너와 경기도 지방과속으로 근무를 시작했다. 1924년 12월, 강원도 경찰부 경무과장에 임명되었고, 1927년에는 총독부 경찰관강습소장을 겸직하였으며, 강원도 이사관을 지냈다. 1928년, 평안남도 내무부 지방과장, 총독부 사무관, 경무국 도서과 근무를 거쳐 1929년에는 충청북도 경찰부장이 되었다. 1931년 총독부 경찰관강습소 교수, 총독부 사무관에 임명되었고, 이후 조선총독부 중추원 서기관에 임명되어 조선사 편수회 간사를 맡았다.

## 참고 문헌
- 기다 주에(貴田忠衛), 《쇼와 10년판 조선인사흥신록》, 조선인사흥신록편찬부, 1935년